# 东北人
东北人是指生活在中国东北三省的人口总称，民族以汉族为主，通常意义的东北人指生长于东北并认同东北风俗且有相似的行为方式的族群。通常而言，民族差异并不是区别一个人是否是东北人的主要标准。与中国其他地区的情况不同，东北三省的居民对“东北”这一概念的认同感大于对黑龙江、吉林、辽宁三省的认同感。一些生活于内蒙古东四盟地区的汉族居民，由于生活方式、习俗等方面的接近，也具有对东北地区的一定认同感。东北人也被认为是一种文化符号，代表了一种独特的文化内涵，其中包括东北人许多独有的文艺活动，如二人转等。

## 历史
明朝末年，龍虎將軍、建州衛指挥同知、都督女真人努爾哈赤起兵造反，並且不斷入侵遼東，大肆燒殺劫掠，不斷將漢人屠殺或虜為包衣，使得大量漢人逃走或死亡，人口嚴重下降。
清朝初年曾有短暂的开放，但很快便封鎖关外，因為入關後第一個滿族皇帝是順治帝，當時中原動盪，南方還有明朝殘存勢力努力復國，在北京的滿清政權可能被覆滅的情況下，滿族需要守住其可以退守的根據地。再加上滿族人認為关外是龍興之地，具有風水價值和軍事戰略意義，因此順治皇帝下令沿著明代遼東邊牆修築“柳條邊”，以分隔東北和中原。柳條邊東起遼寧鳳城，西至山海關下，挖土為溝，堆土為堤，在堤上插上柳條，築成籬笆，并駐兵把守，關內人只能憑官府發的印票出去，而這種印票平常并不印發。
康雍乾盛世時，滿清政權穩定下來，但爲了保住东三省的滿洲風俗，防止滿人漢化，依然禁止漢人進入关外。康熙七年（1668年）推行民族封禁政策，导致关外出现大量的无人区（只有少數朝鮮人偷越國境私墾土地採參）。
康熙年間開始實行“攤丁入畝”，取消人頭稅，放鬆對人口的控制，人口急劇增長，百十年間人口便翻一倍，人多地少的問題日漸尖銳，在中原地区尤其剧烈。
乾隆皇帝曾發佈上諭，明確規定关外土地禁止耕種採伐，保留大片荒野以保持八旗騎射圍獵的風俗。自該道諭令開始，封禁关外正式納入國家法制，清政府加強對出關人員的盤查，在关外搜捕偷偷出關的漢人，一旦發現便立即遣送回原籍。
19世紀時，黃河下游水旱頻仍，餓殍遍野，此時关外卻有大片肥沃土地閒置，開始使中原地區的農民湧起闖關東的浪潮，尤其是丁戊奇荒時期，大批災民湧入东三省，朝廷也默許，從此闖關東成為社會上生活困難者尋求出路的廣泛現象。
闖關東的移民源地主要是現在山西、山東、江苏、河北、河南幾省，其中山東和河北最多。而闖關東路線有兩條：一為陸路，從山海關、喜峰口、古北口等長城各關口出關，進入遼瀋；二為海路，從山東半島乘船到遼東半島，例如由煙台到大連只需一夜時間。移民在當地多以貿易、狩獵、淘金、採藥、墾荒等業務為生，期間更留下“山神”“金王”等傳奇故事。
1860年，面对沙皇俄国在《瑷珲条约》中強行吞併外東北與庫頁島地區領土，黑龙江将军特普钦上疏朝廷，呼吁开禁放垦，鼓励移民實邊，获得采纳。卒之於光緒年間完全廢除关外禁令，1907年更設置東三省總督（黑龍江、吉林、奉天）。漢人移民不再需要偷偷摸摸進入東北，于是直隶（今河北）、山东等地区无地或者少地农民纷纷进入當時仍然地廣人稀的东三省墾荒，移民东三省愈演愈烈，形成高潮。
到民国初年，奉系軍閥张作霖统治时期，為了大量發展东三省經濟：农业与工业的开发，不斷修建铁路，使汉人闯关东达到高潮。其结果是：
- 汉人移民人數远超滿族、蒙古族及土生汉人，以及同期进入东三省的俄裔、韓裔及日裔移民，使整東北从此成为稳固的汉族文化主体地区。
- 东三省大部分地区风俗习惯及语言相当统一，東三省之间并不存在多少分歧。
- 北方汉族文化从此取得一块富庶的复兴基地，在相当程度上扭转了长期衰落的态势。
- 在东三省的北方汉族文化带有一定的边疆气息，人民尚武，历史上曾经綠林横行，如有名的奉系首領張作霖，早年即出身江湖。
- 城市地区的多元文化特征显著，特别是原来的中东铁路和南满铁路沿线城市，留下不少受俄国、日本和朝鲜文化影响的痕跡，特别是在一些词汇和生活方式上。延边地区因聚居大批当年朝鲜移民的后代，受朝鲜文化的影响更明显。

这个过程持续到1931年九一八事變之前，共有数百万关内农民移民到东三省。
直至日本二戰投降前，從關內移民至满洲的人口已超過兩千萬，满洲從過往地廣人稀的大片荒原開發成良田萬畝，出現人煙稠密的村鎮以及繁榮都市。

## 人口

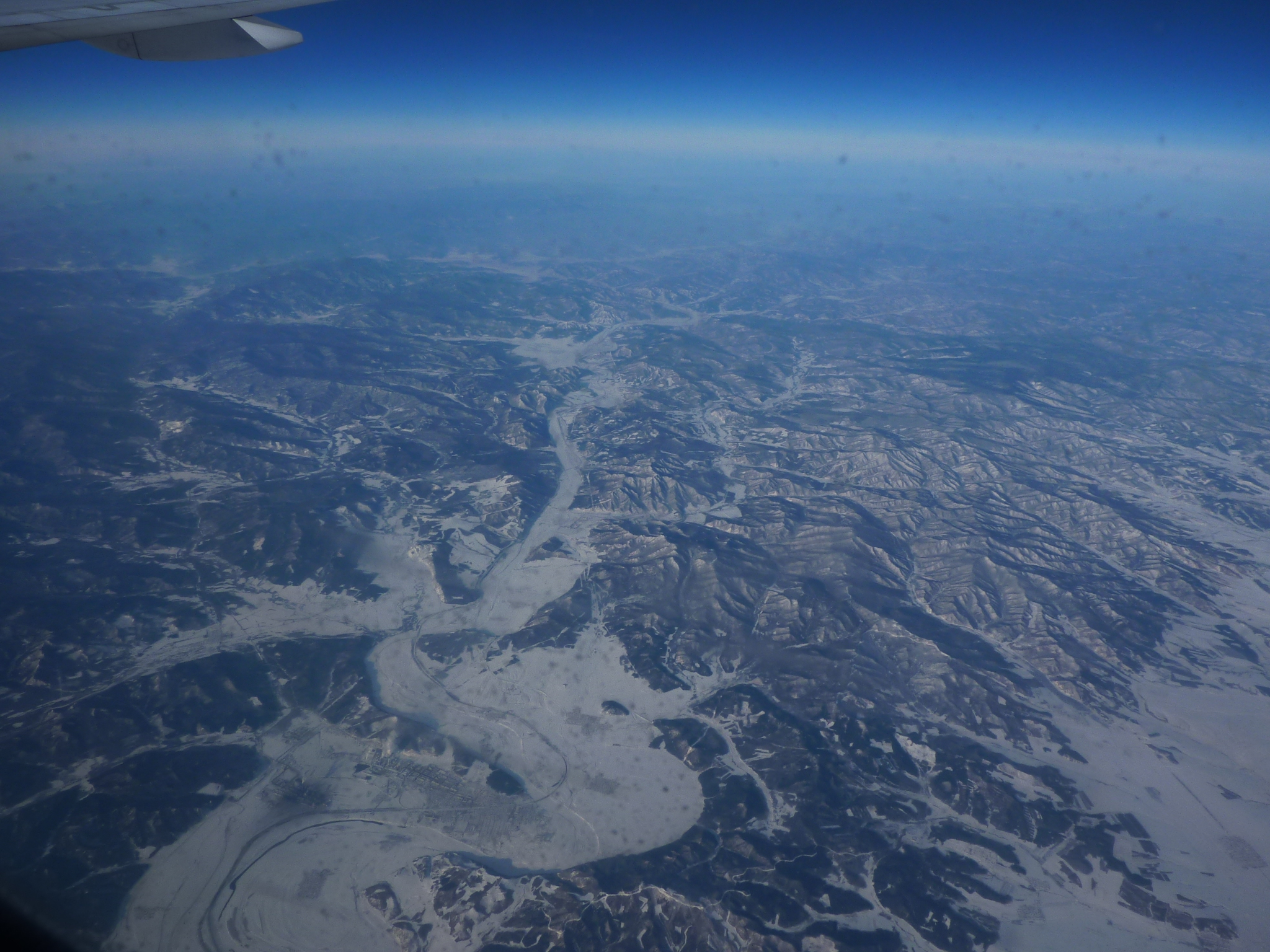
關東一帶空拍

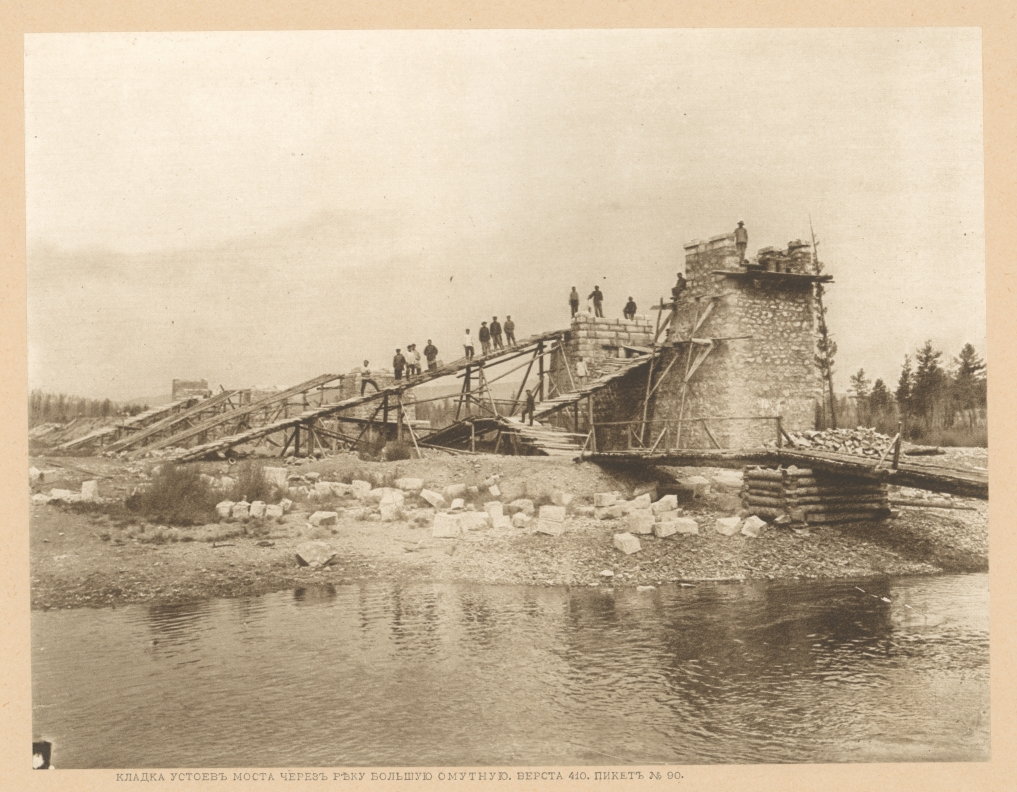
19世紀末的東北鐵路工程

根据2010年第六次人口普查显示，东北地区总人口约1亿21,163,770人，约占全国人口的9.04%；其中辽宁省人口43,746,323人，吉林省人口27,462,297人，黑龙江省人口38,312,224人。内蒙古东四盟市合计1,305.06万人。由于东北地区在新中国建国前三十年人口增长过于迅猛，将大量的湿地辟为农田以满足巨量人口的吃饭需求，东北地区（尤其“北大荒”所在的三江平原）的生态环境已经不堪重负，“北大荒”原有的生态环境逐渐恶化，湿地面积缩小了一半，多种动物了无踪迹，土地沙化、流失严重。1998年夏，黑龙江省境内的嫩江、松花江因连降暴雨、缺乏植被保护水土而爆发严重洪灾。第二年，国务院和黑龙江省政府下令黑龙江垦区全面停止开荒，开始实施退耕还林，恢复湿地。
根据2010年人口普查，辽宁省、黑龙江省、吉林省是全国生育水平最低的三个省，总和生育率分别为0.74、0.75、0.76，仅为世代更替水平的三分之一。
和中华人民共和国计划生育的政策相反，与东北相邻的俄罗斯和蒙古国基于人口稀少，都在实行鼓励生育的政策。

## 语言
中原移民在東北和當地的原住民融合，逐漸產生東北民系，但是这些中原移民来源多元，持有方言各不相同，所以他们都采用一种类似于当时普通话的方言，產生東北官話。各地东北官话与普通话接近程度各有不同，可能与移民比重和移民来源有关，比如巴彦周边日母字读音（日乳热等字）相对稳定，而吉林省大部多把日母字读为零声母字，这一点和胶辽官话的特征是一致的。比較特殊地，在黑龍江嘉荫县太平屯分佈有冀魯官話，是當年的东光县、曹县、泰安县等移民帶去的。而海路上的移民則把膠遼官話由膠東地區傳播至遼東半島，即登連片。盖桓片在语音面貌上明显体现出东北官话的特征。而黑龍江省則有膠遼官話二屯子和虎林兩個方言島。其中虎林话受到东北官话影响更大，除去平声不分阴阳和少数庄组字读舌尖音外无过多明显特征。